# Oospila cayennensis
Oospila cayennensis là một loài bướm đêm trong họ Geometridae.